# 王豹 (齐国)
王豹，中国春秋时期齐国大夫。
王豹是齊景公的宠臣。前490年，齐景公去世，让王甲、江说、王豹辅立自己的幼子孺子荼。前489年十月二十四日，陈僖子田乞从鲁国迎立公子阳生为国君。鮑牧说：“您忘记先君为孺子做牛而折掉牙齿吗？现在又要违背先君吗？”阳生表示，自己如果能当国君，不会让鲍牧流亡。如果自己不行，也请鲍牧不要让自己再次流亡。鲍牧于是接受了盟约。公子阳生即位为齐悼公，把王豹囚禁在句窦之丘（今河南省商丘市东南）。